# Dicranum subbasilare
Dicranum subbasilare là một loài rêu trong họ Dicranaceae. Loài này được Hedw. D. Mohr mô tả khoa học đầu tiên năm 1806.